# Fereshta Ludin
 (janvier 2011).
Si vous disposez d'ouvrages ou d'articles de référence ou si vous connaissez des sites web de qualité traitant du thème abordé ici, merci de compléter l'article en donnant les références utiles à sa vérifiabilité et en les liant à la section « Notes et références ».
Fereshta Ludin (née en 1972) est une enseignante allemande d'origine afghane qui, depuis 1998, est interdite d'exercice dans les institutions scolaires du Bade-Wurtemberg par décision de l'administration et des tribunaux parce que, pour des raisons religieuses, elle refuse d'ôter son foulard pendant les cours.

## Biographie

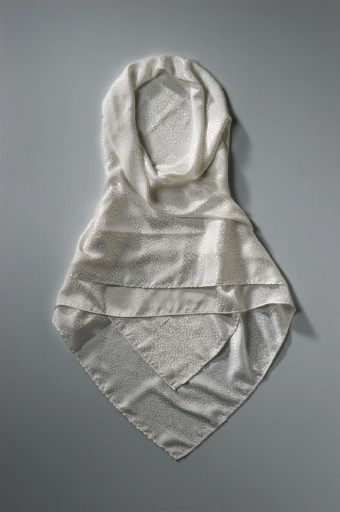
Foulard de Fereshta Ludin. Elle aimait particulièrement le porter. En 2000, elle l'a remis au Landesmuseum Württemberg avec une prise de position qu'elle a formulée : "Le foulard et le nouveau millénaire".

Ludin est née dans une famille aisée, la dernière des cinq enfants d'un conseiller et ambassadeur du gouvernement afghan et d'une enseignante. Quand elle avait quatre ans, son père fut nommé ambassadeur à Bonn. Après l'entrée des troupes soviétiques en Afghanistan en 1979, la famille partit en exil en Arabie saoudite et habita à Riyad, mais elle revint en Allemagne en 1987. Ludin vit à Schwäbisch Gmünd. Dans les années 1990 elle militait au Millî Görüş, une organisation islamiste turque, qui l'a soutenue lorsqu'elle s'est plainte devant les tribunaux contre l'interdiction de porter un foulard pendant les cours. Pendant deux ans elle fit partie du comité directeur de la jeunesse musulmane en Allemagne. Depuis qu'elle a perdu son procès Ludin enseigne dans une école primaire islamique reconnue par l'État, à Berlin-Kreuzberg, où elle partage un poste avec son mari. L'organisation qui dirige l'école, le Islam-Kolleg e.V., fait partie du Milli Görüş.